# Kgatla (peuple)
Pour les articles homonymes, voir Kgatla.
Les Kgatla sont une population d'Afrique australe vivant au Botswana. C'est l'un des principaux sous-groupes des Tswanas.

## Ethnonymie
Selon les sources et le contexte, on observe plusieurs variantes : Bakatla, Ba-Katlha, Bakgatla, Bakhatla, Kgatlas, Khatla.

## Langue
Ils parlent une langue bantoue, le kgatla, un dialecte du tswana.